# Музей ісламського мистецтва (Доха)
Музей ісламського мистецтва (араб. متحف الفن الإسلامي) — це музей у Досі, Катар. Згідно розробки архітектора Ю. Пея, музей побудований на острові біля штучного виступаючого півострова поблизу традиційної гавані дау. Спеціально побудований парк оточує будівлю на східному та південному фасадах, а два мости з’єднують південний фасад будівлі з півостровом, на якому розміщено парк. Західний і північний фасади мають вигляд гаваней, що демонструє катарське морське минуле.

## Структура
У музеї працює ресторан IDAM під керівництвом шеф-кухаря Алена Дюкасса. Ресторан пропонує французьку середземноморську кухню. Також IDAM пропонує майстер-класи з приготування хліба та сирих продуктів. У музеї є парк, майстерні для шкіл та широкої публіки, також бібліотека, яка містить інформацію про ісламське мистецтво англійською та арабською мовами. Бібліотека також має дев’ять навчальних кімнат.

## Архітектура
Музей знаходиться під впливом стародавньої ісламської архітектури, але має унікальний сучасний дизайн з геометричними візерунками. Він перший у своєму роді, де представлено ісламське мистецтво понад 14 століть в арабських державах Перської затоки.
Займаючи площу 45,000 м2 (484,38 фут2), музей розташований на штучному півострові з видом на південну частину затоки Дохи. Будівництво здійснювала турецька компанія Baytur Construction у 2006 році. Внутрішні приміщення галереї були розроблені командою Wilmotte Associates. Музей був відкритий 22 листопада 2008 року тодішнім еміром Катару шейхом Хамадом. Для широкої публіки він був відкритий  8 грудня 2008 року.
У 91 рік архітектору музею Юйміну Пею довелося вийти на пенсію, щоб почати роботу над ним. Він подорожував по всьому мусульманському світу в шестимісячних пошуках, щоб дізнатися про мусульманську архітектуру та історію та прочитати мусульманські тексти, щоб черпати натхнення для свого дизайну. За словами Пея, джерелом натхнення був фонтан світла в мечеті Ібн Тулуна 9 століття в Каїрі.

Відхиляючи всі можливі місця для музею, він запропонував окремий острів для споруди, щоб уникнути сусідства інших будівель у майбутньому. Музей був побудований на штучному півострові, приблизно 60 м (200 фут) біля набережної Дохи і оточений 290,000 м2 (3 121,53 фут2) парку. 
Пей попросив, щоб музейні приміщення були розроблені його співробітниками по проекту Лувру. Wilmotte & Associates потім зібрала для цього команду дизайнерів, включаючи Plowden & Smith (консультанти з питань збереження), Isometrix Lighting + Design (консультанти з освітлення) і SG Conseil (AV Consultants) та Turner Projacs. Леслі Е. Робертсон була інженером-конструктором для проекту.
Головна будівля має з п'ять поверхів, головний купол та центральну вежу. Вона пов'язана з освітнім відділенням через великий центральний двір. Пей використав кремовий вапняк для зовнішніх фасадів, щоб підкреслити різні відтінки в різний час доби. П'ять поверхів вкриті скляним фасадом на півночі, і з нього відкривається панорамний вид на Перську затоку. Інтер’єр будівлі прикрашений кількома ісламськими мистецтвами, а велика металева люстра висить над головними сходами вестибюля. Багато елементів, знайдені в мечеті Ібн Тулуна, представлені в будівлі як абстрактна форма. Це дозволяє погодитися з цінностями та принципами історичної тенденції постмодерної архітектури, які синхронізують сучасність та історичну ісламську архітектурну ідентичність.

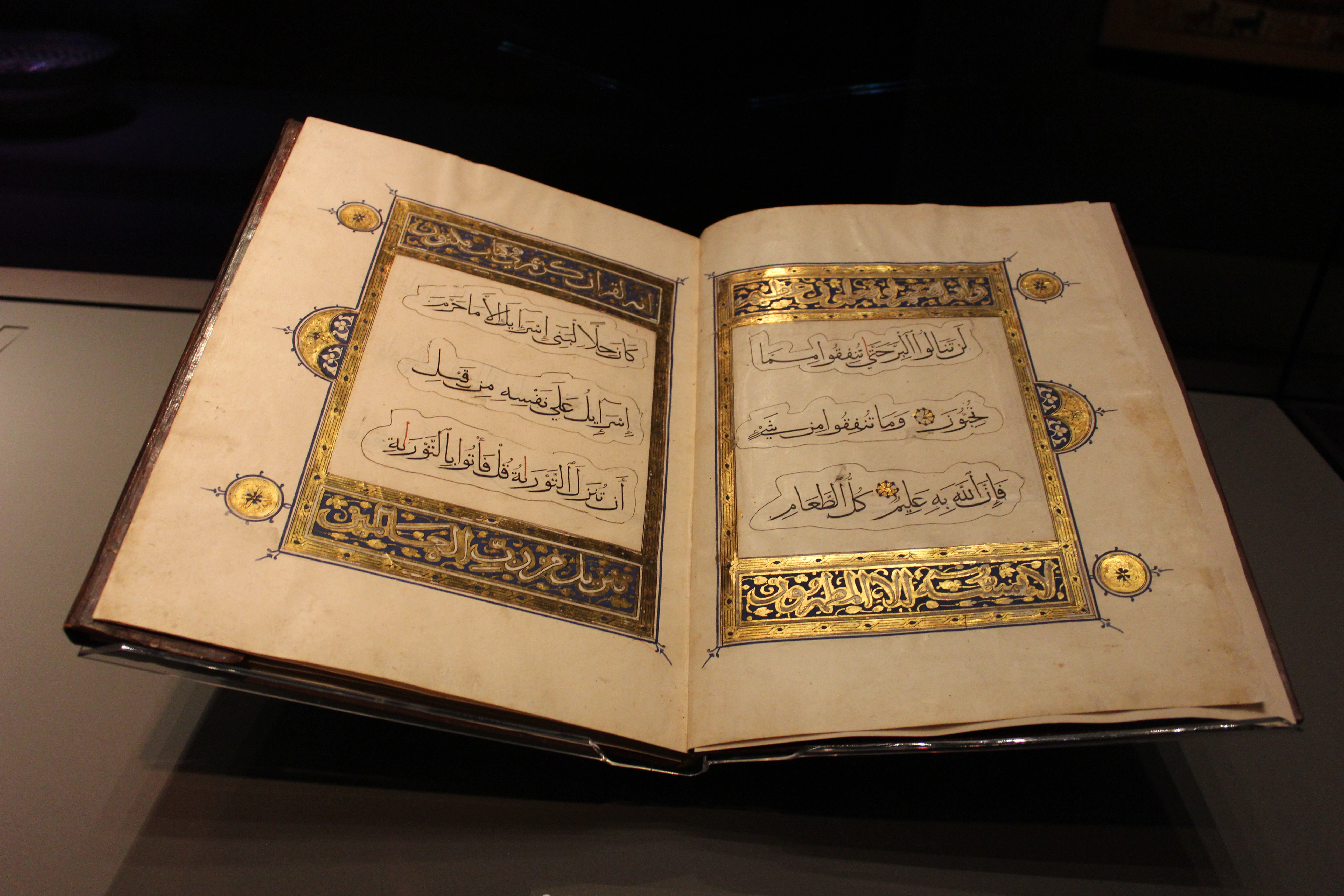
Музей ісламського мистецтва

## Колекція
Музей ісламського мистецтва представляє ісламське мистецтво трьох континентів протягом 1400 років. Його колекція включає вироби з металу, кераміку, ювелірні вироби, вироби з дерева, текстиль і скло, отримані з трьох континентів і датовані VII-XX століттями.
У музеї зберігається колекція робіт, зібрана з кінця 1980-х років, включаючи рукописи, текстиль та кераміку. Це одна з найповніших у світі колекцій ісламських артефактів, які походять з Іспанії, Єгипту, Ірану, Іраку, Туреччини, Індії та Центральної Азії.

### Рукописи
Важливим рукописом Корану в колекції є MS.474.2003.

## Галерея

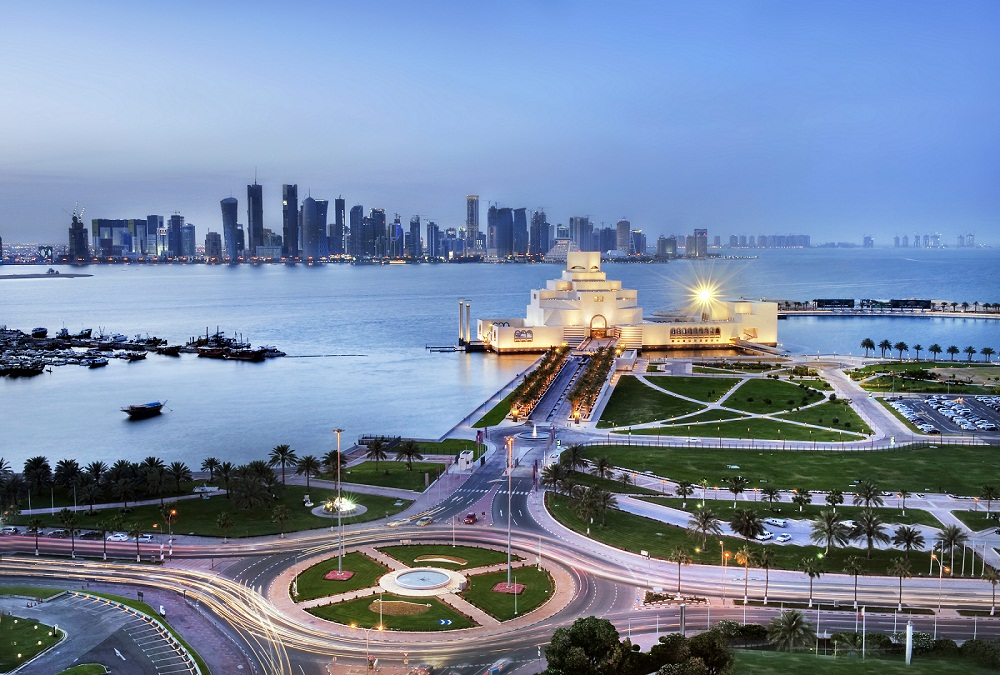
Музей з міським горизонтом на фоні
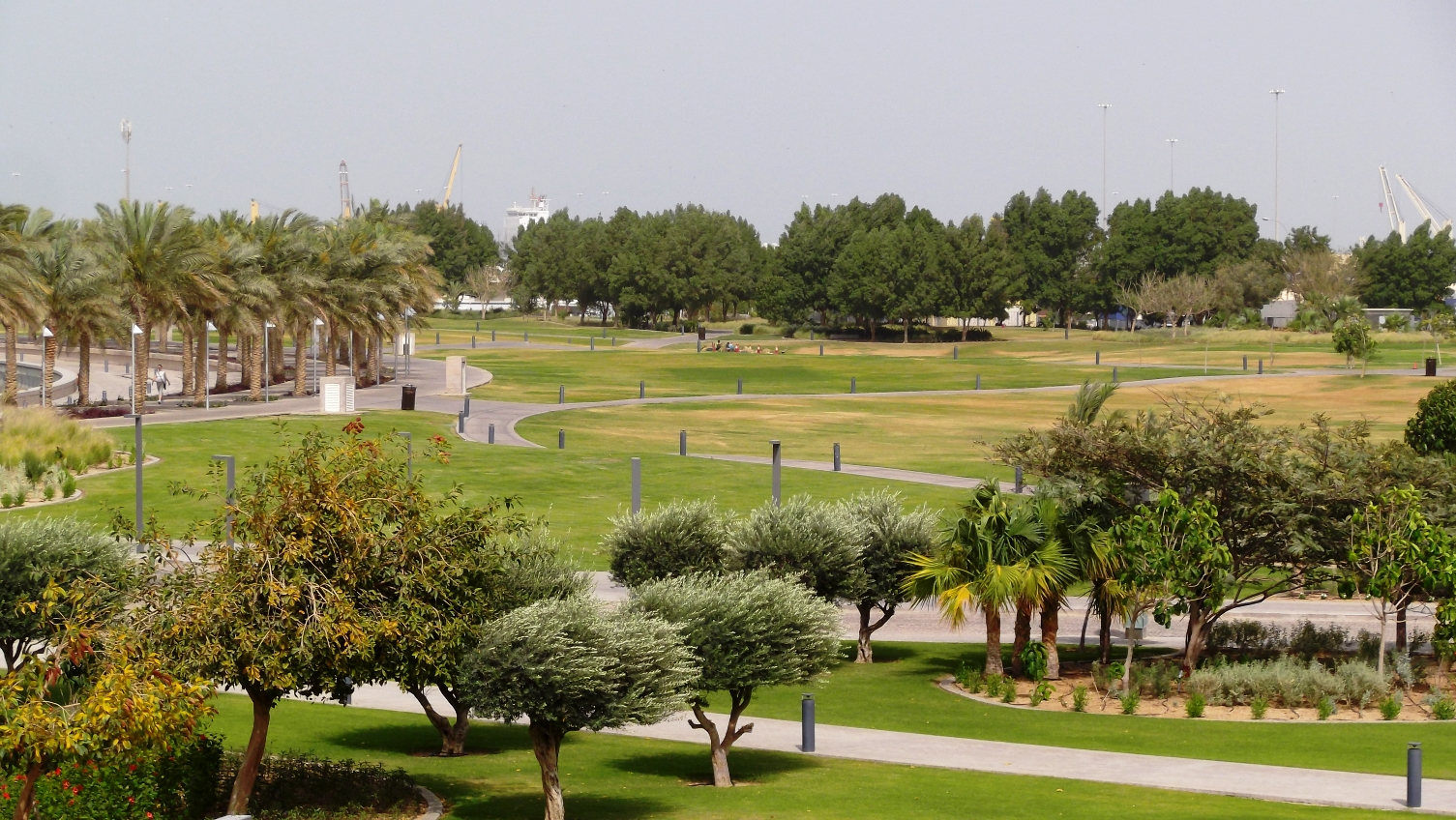
Панорамний вид на дерева в парку МІМ